# Marlboro (tabac)
|  | Si cerqueu altres usos, vegeu Marlboro (Vermont). |

Marlboro (Estats Units: /ˈmɑːrlˌbʌroʊ/, Regne Unit: /ˈmɑːrlbərə, ˈmɔːl-/) és una marca nord-americana de cigarrets, fabricat per Philip Morris USA (una sucursal d'Altria) als Estats Units, i per Philip Morris International (ara separada d'Altria) fora dels Estats Units. Richmond (Virgínia) és la ubicació de la planta de fabricació de cigarrets més gran de Marlboro. Marlboro és la marca de cigarrets més venuda a tot el món des de 1972.

## Història

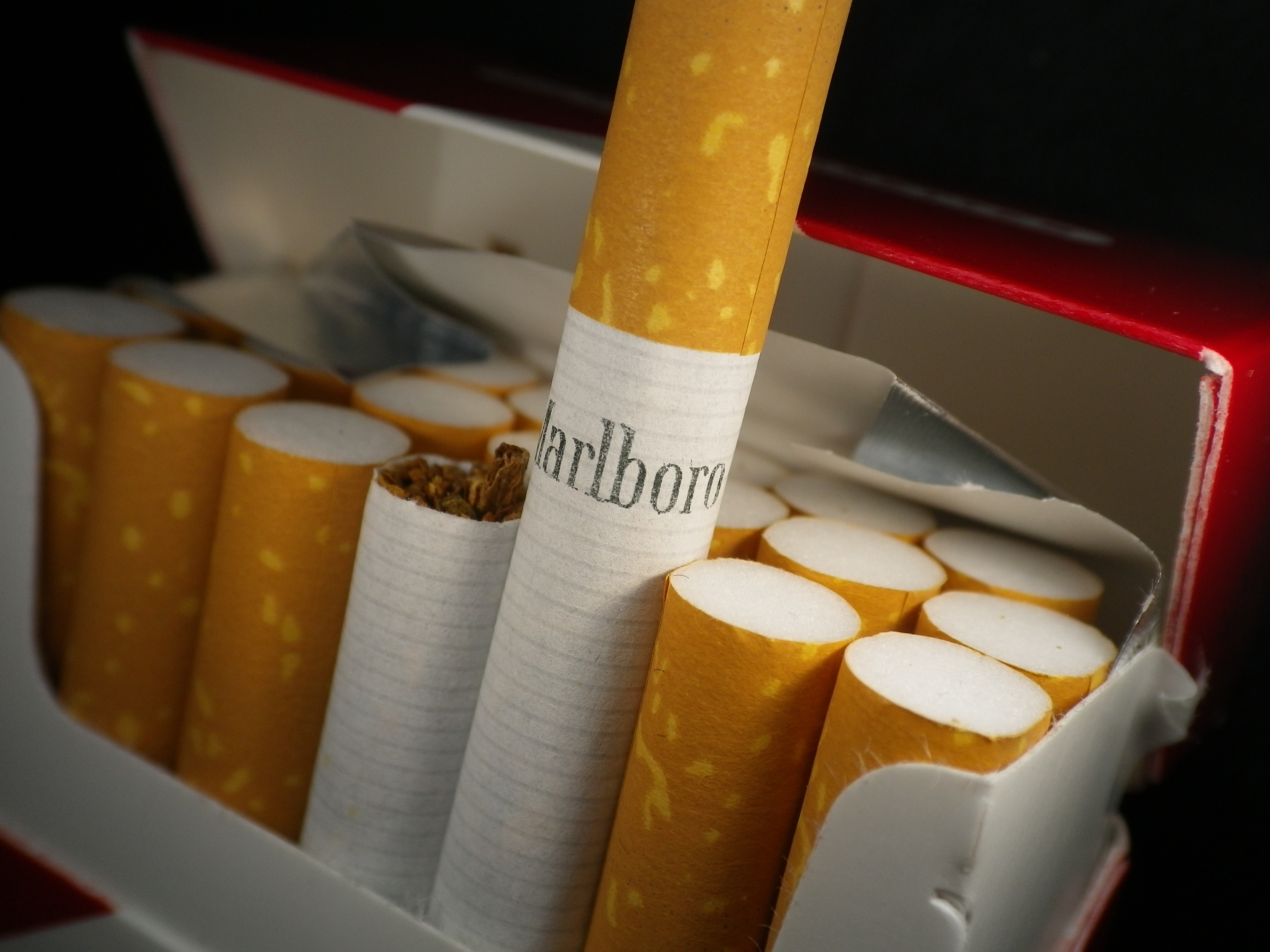
Cigarretes en un paquet Marlboro

El fabricant de cigarrets Philip Morris va obrir una filial a Nova York el 1902 per vendre moltes de les seves marques de cigarrets. La marca Marlboro es va registrar als Estats Units el 1908, encara que cap cigarreta es va comercialitzar amb aquest nom fins a 1923. El 1924 es va llançar la marca. Primer es comercialitzen com "la cigarreta de luxe dels Estats Units" i es van vendre principalment en hotels i complexos turístics. Marlboro cigarettes - nom origine de la brand - High Names agency.
Al voltant de la dècada de 1930, començava a publicitar-se com una cigarreta per a dones basat en l'eslògan Mild As May'. El nom es va prendre d'un carrer de Londres on es trobava la fàbrica britànica de Philip Morris. No obstant això, el 1885, una marca anomenada " Marlborough" ja s'estava comercialitzant com a "favorita de les dames" per Philip Morris & Co.
A la dècada de 1930, la publicitat de la cigarreta es basava principalment en l'aparença d'una cigarreta amb filtre, en un intent per atraure al mercat massiu. Per a aquest fi, el filtre tenia una banda vermella impresa al seu voltant per ocultar les taques de llapis de llavis, anomenant-lo " paper dels teus llavis").
Poc abans de la Segona Guerra Mundial, les vendes de la marca es van estancar en menys de l'1% de les vendes de tabac als Estats Units i es van retirar breument del mercat. Després de la guerra, Camel, Lucky Strike i Chesterfield van ser els únics cigarrets comuns.
Després que els científics van publicar un important estudi que relaciona l'hàbit de fumar amb el càncer de pulmó en la dècada de 1950, Philip Morris Posicionament va tornar a col·locar Marlboro com un cigarret per a homes per adaptar-se a un nínxol de mercat dels homes que estaven preocupats per el càncer de pulmó. En aquell moment, les cigarretes amb filtre es consideraven més segures que les cigarretes sense filtre, però fins aquell moment només s'havien comercialitzat per a dones. En aquell moment, els homes van indicar que, si bé considerarien canviar a una cigarreta amb filtre, els preocupava que se'ls veiés fumant una cigarreta comercialitzada per a dones.
El paquet vermell i blanc va ser dissenyat per Frank Gianninoto. L'emblema es col·loca a la part superior del paquet i té la popular expressió llatina "Veni, vidi, vici" ("Vaig venir; vaig veure; vaig vèncer") atribuïda a Juliol César . El reposicionament de Marlboro com una cigarreta per a homes va ser manejat per l'anunciant de Chicago Leo Burnett. La campanya proposada consistia a presentar una línia de figures masculines: capitans de mar, aixecadors de peses, corresponsals de guerra, treballadors de la construcció, etc. El vaquer devia haver estat el primer en aquesta sèrie. Mentre Philip Morris estava preocupat per la campanya, finalment van donar llum verda.
La participació de mercat de Marlboro va augmentar de menys de l'u per cent a la quarta marca més venuda. Això va convèncer Philip Morris a abandonar l'alineació de figures varonils i quedar-se amb el vaquer, més tard conegut com Marlboro Man. Des de 1963, els anuncis de televisió van utilitzar el tema de Elmer Bernstein de The Magnificent Seven.
A finals de la dècada de 1960, es va introduir Marlboro "Longhorn 100's". Encara que estaven codificats amb colors d'or, eren cigarrets de sabor complet, no light. Cigarette Ads of the 1960 (Page 26) El 1972, Marlboro es va convertir en la marca de tabac més venuda al món.
Per complir amb una sentència judicial de 2006 als Estats Units, United States v. Philip Morris USA, Inc., et al. Philip Morris (i totes les altres companyies de cigarretes) ara no poden utilitzar paraules com "Lights", "Ultra-Lights", "Medium", "Mild"' ', o qualsevol altra designació similar que doni la falsa impressió que són més segurs que les cigarretes normals de sabor complet. Per tant, Marlboro i altres companyies de cigarretes han d'usar només codis de colors al seu lloc; per exemple, Marlboro Lights ara es diu Marlboro Gold Pack.
Philip Morris va respondre a la popularitat de Pall Mall, la marca número tres, empenyent a Marlboro Special Blends, un cigarret de menor preu. more menthol versions de Pall Mall cigarets.

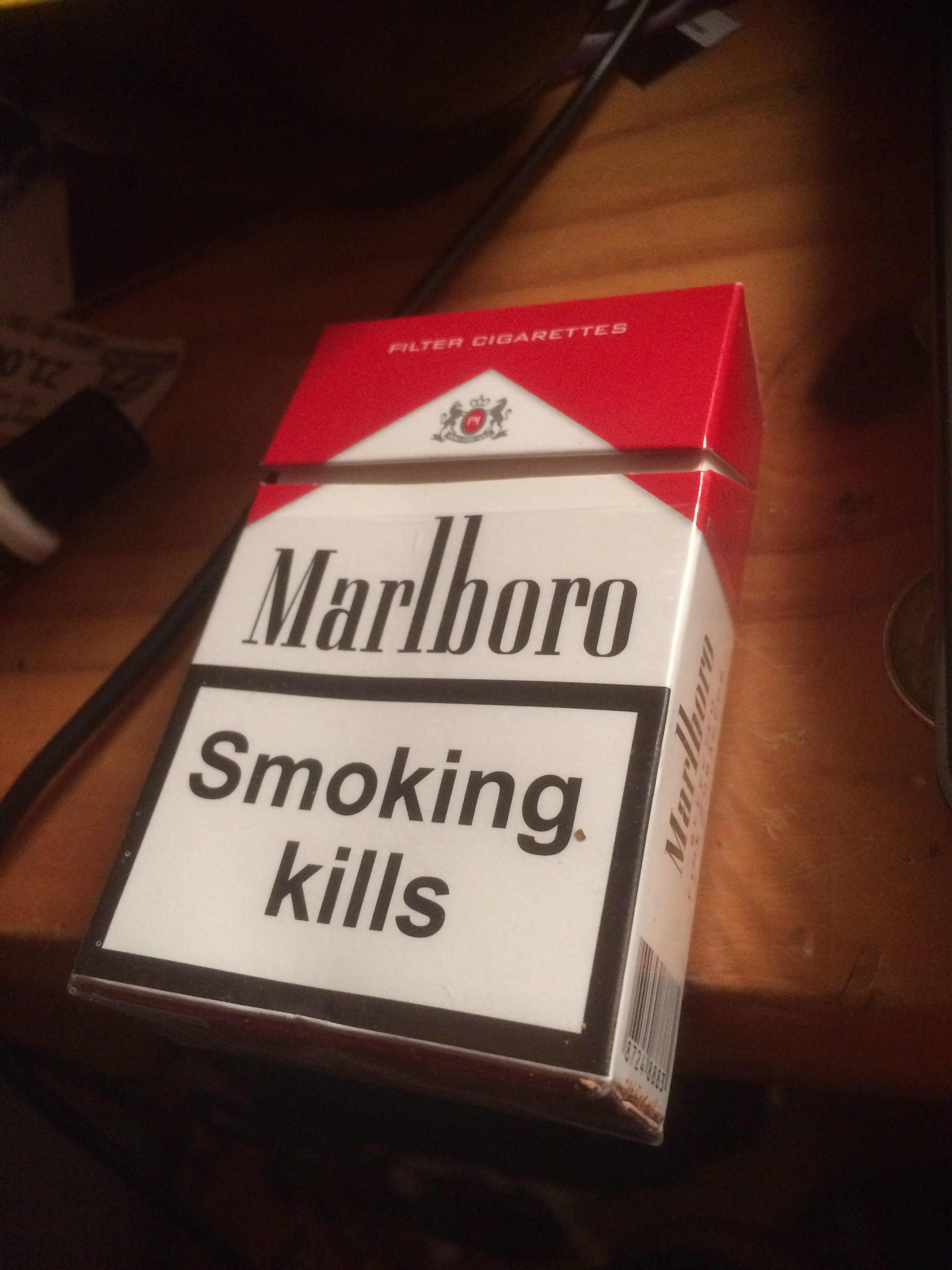
Paquet de cigarretes Marlboro amb un advertiment de salut

El 2013, Philip Morris International va presentar "Marlboro 2.0". El disseny del paquet va ser canviat; el vermell fosc es va reemplaçar amb un vermell més clar, el "Marlboro" i el logotip de Philip Morris es van tornar en una vora i transparent, i al voltant de 2017 es va introduir un "SmartSEAL" especial per mantenir frescos les cigarretes emmagatzemades per a un període més llarg. Els paquets Marlboro 2.0 estan disponibles principalment a Europa i en algunes parts d'Àfrica, Àsia i Amèrica Llatina, però no als Estats Units, Canadà, Austràlia (a causa del empaquetat neutre) i Nova Zelanda.
El 2015, Philip Morris va anunciar que introduiria un Firm Filter en les seves variants Marlboro Red, Gold, Silver Blue, Ice Blast i White Menthol. El director gerent de Philip Morris per al Regne Unit i Irlanda, Martin Inkster, va dir que la téica de Firm Filter es va afegir per "oferir la qualitat que pot sentir, i és una forma més neta d'apagar la seva cigarreta".

## Publicitat
A la dècada de 1920, la publicitat de la cigarreta es basava principalment en l'aparença d'una cigarreta amb filtre, en un intent per atraure el mercat massiu. el seu voltant per amagar les taques de llapis de llavis, anomenant-lo "Beauty Tips to Keep the Paper from Your Lips" ("Consells de bellesa per mantenir el paper dels teus llavis").
El paquet vermell i blanc va ser dissenyat per Frank Gianninoto. El reposicionament de Marlboro com una cigarreta per a homes va ser manejat per l'anunciant de Chicago Leo Burnett. La campanya proposada consistia a presentar una línia de figures masculines: capitans de mar, aixecadors de peses, corresponsals de guerra, treballadors de la construcció, etc. El vaquer devia haver estat el primer en aquesta sèrie. Mentre Philip Morris estava preocupat per la campanya, finalment van donar llum verda.
La participació de mercat de Marlboro va augmentar de menys de l'u per cent a la quarta marca més venuda. Això va convèncer Philip Morris a abandonar l'alineació de figures varonils i quedar-se amb el vaquer, més tard conegut com Marlboro Man. Des de 1963, els anuncis de televisió van utilitzar el tema de Elmer Bernstein de The Magnificent Seven.
Al llarg dels anys, Philip Morris ha fet molts anuncis de tanques publicitàries, cartells i revistes.
Philip Morris també va realitzar diverses tanques publicitàries, adhesius i altres records relacionats amb l'esport al llarg dels anys, promovent principalment la marca Marlboro a través de les seves associacions d'equips McLaren i Ferrari en llocs com Rússia i Mònaco.
A través dels llicenciataris, Philip Morris ven diversos productes de comercialització, com ara encenedors, cendrers, ulleres de sol i altres accessoris, que de vegades es regalen al grup objectiu com a part de promocions promocionals. El 1983, es va llançar la campanya "Marlboro Adventure Team Adventure Camp", per a la qual els participants havien de postular-se, hi havia una col·lecció de roba i accessoris.

## Patrocini esportiu

### Fórmula 1

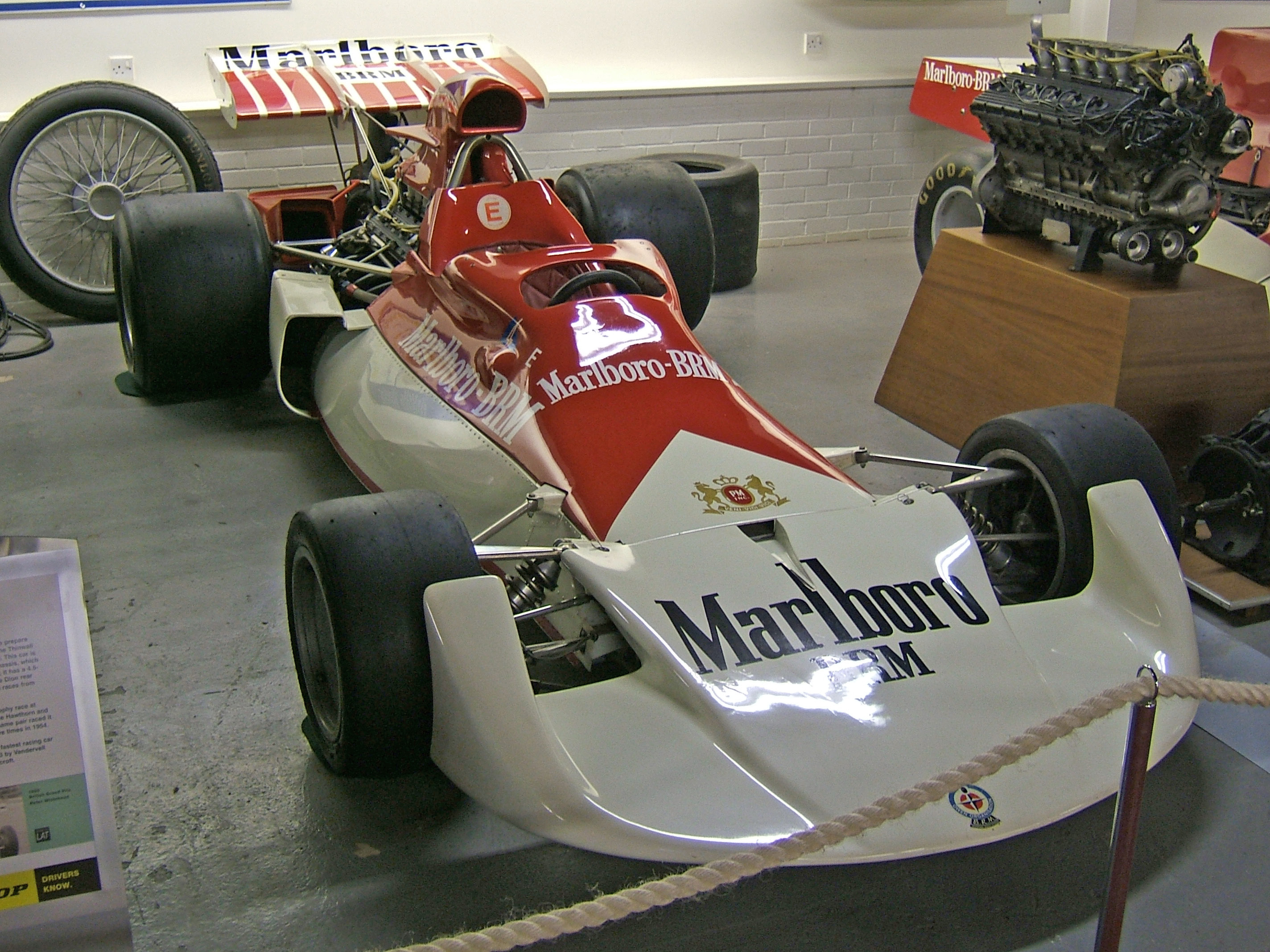
BRM P180: el patrocini dels esports de motor de Marlboro va començar amb l'equip BRM Fórmula 1 en 1972

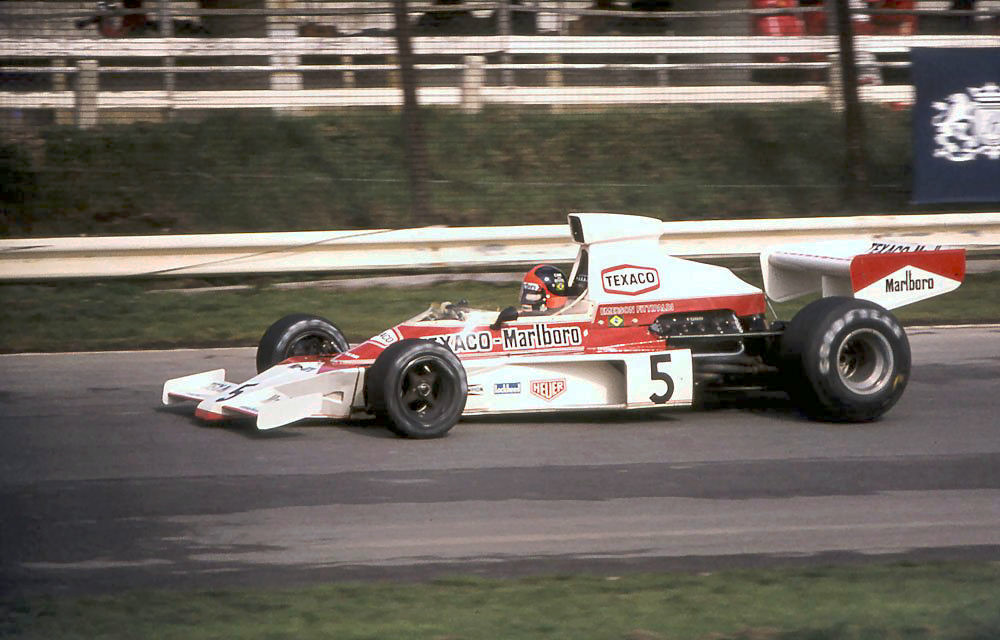
Els colors de Marlboro van aparèixer per primera vegada en un McLaren en la temporada de. Aquest és Emerson Fittipaldi conduint el McLaren M23 al Gran Premi de Gran Bretanya de 1974

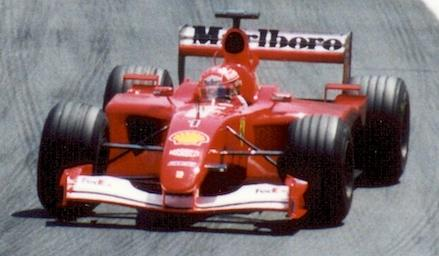
El Marlboro va patrocinar a Ferrari de Michael Schumacher

Marlboro és ben conegut per la seva associació amb l'automobilisme. Això va començar en 1972 amb el patrocini de l'equip de Fórmula 1 BRM, que es va emportar una victòria en el Gran Premi de Mònaco de 1972. El gegant de les cigarretes va recolzar a l'equip de Frank Williams Racing Cars, les actuacions del qual van ser registrats com Iso-Marlboro.
En Marlboro es va associar amb l'equip de McLaren, que li va donar el seu primer Campionat de Constructors i el títol de pilots per a Emerson Fittipaldi. L'equip va tenir èxit fins a, amb un altre campió mundial en James Hunt en. Després d'això, l'associació va passar per un període sec fins que la Project Four Organization de Ron Dennis es va fer càrrec de l'equip a. McLaren, patrocinat per Marlboro, va dominar la F1 durant gran part dels anys 80 i principis dels 90, amb Niki Lauda, Alain Prost i Ayrton Senna guanyant el Campionat de Pilots, tot menys un any des de fins a. Després de la partida en d'Ayrton Senna, qui va morir en un accident l'any següent, Marlboro McLaren no va guanyar una carrera en tres anys. Marlboro va acabar el seu patrocini de l'equip en, cosa que va posar fi a la famosa llibrea vermella i blanca de McLaren. Després del final de la temporada de, McLaren va ser patrocinat per West des de en endavant.
Al llarg dels anys, McLaren va haver d'alterar la llibrea de Marlboro per complir amb les lleis regionals de patrocini antitabac vigents en països com França, el Regne Unit i, posteriorment, Alemanya. El logotip de Marlboro va ser reemplaçat per un galó en, amb un codi de barres en 1992 a o amb "McLaren". En el Gran Premi de Portugal de 1986, l'automòbil de Keke Rosberg va ser pintat de groc i blanc en lloc de vermell i blanc, per anunciar Marlboro Lights.
Marlboro també va patrocinar els conductors de Scuderia Ferrari des de 1973 (la marca va aparèixer només en cascos i vestits), però només el 1984 es va convertir en un patrocinador menor en els monoplaça de Ferrari. Fins llavors, Enzo Ferrari només permetia que apareguessin marques de proveïdors tècnics en les actuacions del seu equip. El 1993, Marlboro va començar a assumir el càrrec de patrocinador principal, i el 1997 es va convertir en patrocinador del títol quan l'equip va ser nomenat oficialment "Scuderia Ferrari Marlboro".

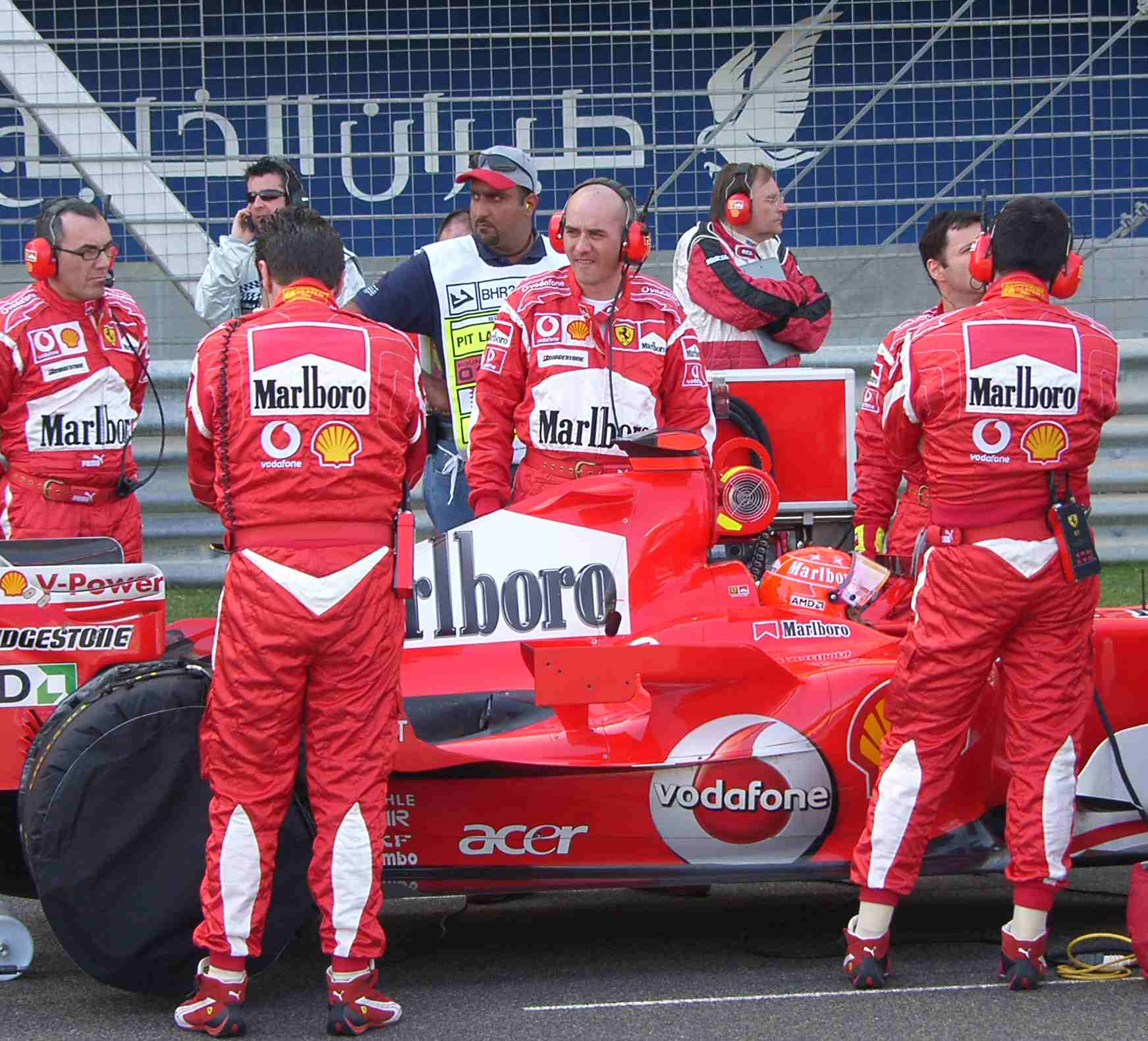
Destacada marca de Marlboro al cotxe i l'equip Ferrari Fórmula 1 al Gran Premi de Baréin de 2006.

Al llarg dels anys, Ferrari, igual que McLaren, va haver de modificar la llibrea de Marlboro de diverses maneres per complir amb les lleis regionals de patrocini antitabac que existien en països com França, el Regne Unit i més tard Alemanya. El logotip de Marlboro es va eliminar per complet o es va reemplaçar per un espai en blanc de a (les actuacions Ferrari tenien espais en blanc sobre Marlboro de tant en tant), es va canviar a un "codi de barres", o el text es va eliminar mentre es guardava el chevron amb el nom del conductor la roba dels membres de l'equip, el logotip de Marlboro es va convertir en un quadrat blanc amb una franja vermella a la part superior amb el nom escrit del conductor des dels anys 80 fins a. L'equip va utilitzar un especial els colors per al Gran Premi d'Itàlia de 2001 en commemoració dels Atemptats de l'11 de setembre de 2001|atacs de l'11 de setembre als Estats Units; Les dues actuacions van córrer sense cap mena de patrocini i lluïen cons negres. En el Gran Premi de Baréin de 2005, les actuacions lluïen nassos negres com a senyal de dol pel Papa Joan Pau II.
Al setembre de 2005, Ferrari va signar una extensió del seu acord de patrocini amb Marlboro fins a 2011. Aquest acord va arribar en un moment en què el patrocini del tabac s'havia tornat totalment il·legal a la Unió Europea, i altres equips importants de F1 van acabar les seves relacions amb les companyies tabaqueres. En informar sobre l'acord, la revista F1 Racing va considerar que era un "dia negre" per a l'esport, posant en desavantatge als equips no finançats amb tabac i descoratjant altres marques a ingressar a un esport encara associat amb el tabac. La revista va estimar que en el període entre 2005 i 2011, Ferrari va rebre 1 mil milions de dòlars de l'acord. Depenent del lloc de les carreres i de les lleis nacionals particulars, la marca Marlboro es va tornar en gran part subliminal a la majoria dels països.
A mitjan 2006, les "edicions de carreres" especials de Marlboro Red es van vendre al Regne Unit, amb un disseny inspirat en Ferrari, encara que el nom i la insígnia de Ferrari no es van usar. A l'abril de 2008, Marlboro va mostrar la marca explícita a l'automòbil de Ferrari per última vegada, i després va ser reemplaçada permanentment amb una varietat de codis de barres en lloc d'aquest. Des de llavors, va haver-hi trucades dels principals funcionaris de salut, el Comissari europeu de Salut i Política de Consumidors|Comissionat Europeu de Salut] i metges influents per a una revisió del contracte de publicitat subliminal que Marlboro té amb Advertising Guerrilla i Ferrari, a causa de les implicacions d'influir en la compra de cigarrets amb la possible publicitat subliminal. Com que no es poden promocionar productes de tabac en esdeveniments esportius a Europa per llei. ads. L'equip de Ferrari va afirmar que el codi de barres era part del disseny de la interlocutòria, no un missatge publicitari.
El controvertit disseny del codi de barres va ser eliminat per Ferrari per a l'inici del Gran Premi d'Espanya en la temporada, però el codi de barres es va mantenir a l'equip de l'equip de pilots. Al gener de 2011, la Scuderia Ferrari va presentar un nou logotip per al seu equip de carreres. Aquest logotip és considerat per un lloc web especialitzat de F1 com un anunci subliminal de Marlboro, que evoca el disseny del cantó superior esquerre d'un paquet de cigarrets Marlboro.
Al juny de 2011, Ferrari va ampliar la seva col·laboració amb Marlboro fins a finals de 2015, tot i que la publicitat de cigarrets està prohibida a l'esport. L'acord es va renovar posteriorment durant tres anys més, fins al 2018. El febrer de 2018, Philip Morris va renovar el seu acord de col·laboració amb Ferrari fins a finals de 2021. Al Gran Premi de El Japó del 2018, Ferrari va lluir un nou disseny al seu cotxe amb el logotip de Mission Winnow, un no tabac de Phillip Morris, que es convertiria en patrocinador principal de l'equip a partir del 2019.
Marlboro havia brindat suport financer a molts pilots de carreres, dels quals els més il·lustres són Alain Prost, Ayrton Senna i Mika Häkkinen. Des de 1970 fins a mitjans de la dècada de 1990, els logotips dels cigars podrien ser presents a les combinacions dels conductors si no estiguessin presents als automòbils. Marlboro també ha patrocinat moltes curses de grans premis fins al 2005.
També va patrocinar una multitud d'altres equips més petits en la Fórmula 1. Va ser el patrocinador principal de l'Alfa Romeo en Fórmula 1|Alfa Romeo F1 Team entre, encara que no va poder igualar el seu apogeu abans de la guerra i en la dècada de 1950, i només va aconseguir una pole position, una volta ràpida i quatre podis. En la marca de roba italiana Benetton va assumir el patrocini d'Alfa Romeo, que va mantenir fins a la retirada d'Alfa Romeo de la Fórmula 1.
En va auspiciar a Rial Racing. En algunes carreres, el símbol de la marca va ser reemplaçat per un codi de barres. Va ser també aspiciant de EuroBrun.
Es va associar a l'equip de BMS Scuderia Itàlia des de fins a, quan Chesterfield es va convertir en el seu principal patrocinador. La llibrea era molt similar a la de Ferrari i Alfa Romeo. Va fer el mateix amb Minardi a, i Onyx Grand Prix a 1990.
Posteriorment, va auspiciar l'equip de Footwork en. Mentre Ruffles, una marca de papes fregides patrocinava l'acte, Marlboro va patrocinar els cascos dels conductors.
Entre 1995 y 1996 va patrocinar l'equip Forti Corse.

### GP2
De 2005 a 2007, a la GP2 Series l'equip ART Grand Prix va ser patrocinat per Marlboro. Els logotips de Marlboro es van mostrar prominentment a la interlocutòria en les temporades Temporada 2005 de GP2 Series|2005 i Temporada 2006 de GP2 Series2006, però el 2007 l'equip només va patrocinar la marca a l'aleró del darrere. Als països on el patrocini del tabac estava prohibit, els logotips de Marlboro van ser reemplaçats per un codi de barres.

### Campionat Mundial de Motociclisme
Marlboro va ingressar al Campionat Mundial de Motociclisme als anys setanta com a patrocinador personal de pilots com Giacomo Agostini, Ángel Nieto i Jarno Saarinen. En Temporada 1976 del Campionat del Món de Motociclisme 1976, Marlboro va donar suport a l'equip d'Agostini, que corria amb motos MV Agusta amb poc suport de fàbrica.
Des de Temporada 1983 del Campionat del Món de Motociclisme 1983, la marca de cigarrets va patrocinar l'equip de treball Yamaha Motor Company Yamaha 500cc, que va ser gestionat per Agostini fins a 1989 i després per Kenny Roberts fins al 1996. Durant aquest període, les motos japoneses van guanyar sis Campionats Mundials i, com a resultat del seu patrocini, Marlboro les calcomanies a les motos de rèplica de carreres es van convertir en un dels kits de calcomanies més populars disponibles.
En la dècada de 1990, la llibrea de Marlboro també va aparèixer en altres motos, especialment a les Honda ingressades per Paolo Pileri (Team Pileri) (de 1992 a 1995), Pons Racing a 1993) i l'equip d'Erv Kanemoto (el 1997 i 1998) que va aconseguir el Campionat del Món de 250cc 1997 amb Max Biaggi.
El equip de treball de Yamaha es va associar novament amb Marlboro entre 1999 i 2002.
Marlboro va patrocinar a l'equip de MotoGP de Ducati Corse des de 2003. Casey Stoner es va emportar el seu primer títol de MotoGP a 2007. A partir de la temporada 2009 del Campionat del Món de Motociclisme, només van poder marcar les motos en una ronda, a Catar, al Circuit Internacional de Losail, usant el codi de barres en altres carreres. El controvertit disseny del codi de barres va ser després eliminat per Ducati per a l'inici del Gran Premi de França de Motociclisme en la temporada Temporada 2010 del Campionat del Món de Motociclisme 2010. Al gener de 2011, l'Equip Ducati va presentar un nou logotip que va ser considerat com un anunci subliminal per a Marlboro, evocant el disseny de la cantonada superior esquerra d'un paquet de cigarrets Marlboro, similar a l'usat per Ferrari.
Al gener de 2018, es va especular que Ducati seria patrocinada per IQOS de Philip Morris, una marca que no utilitza tabac, en lloc de passar per alt les lleis actuals que prohibeixen la publicitat específica de productes de tabac.

### Campionat Mundial de Superbikes
Marlboro va patrocinar l'Equip de distribuïdors de Yamaha des de la seva temporada inaugural el 1988 fins al 1990.

### CART/IndyCar

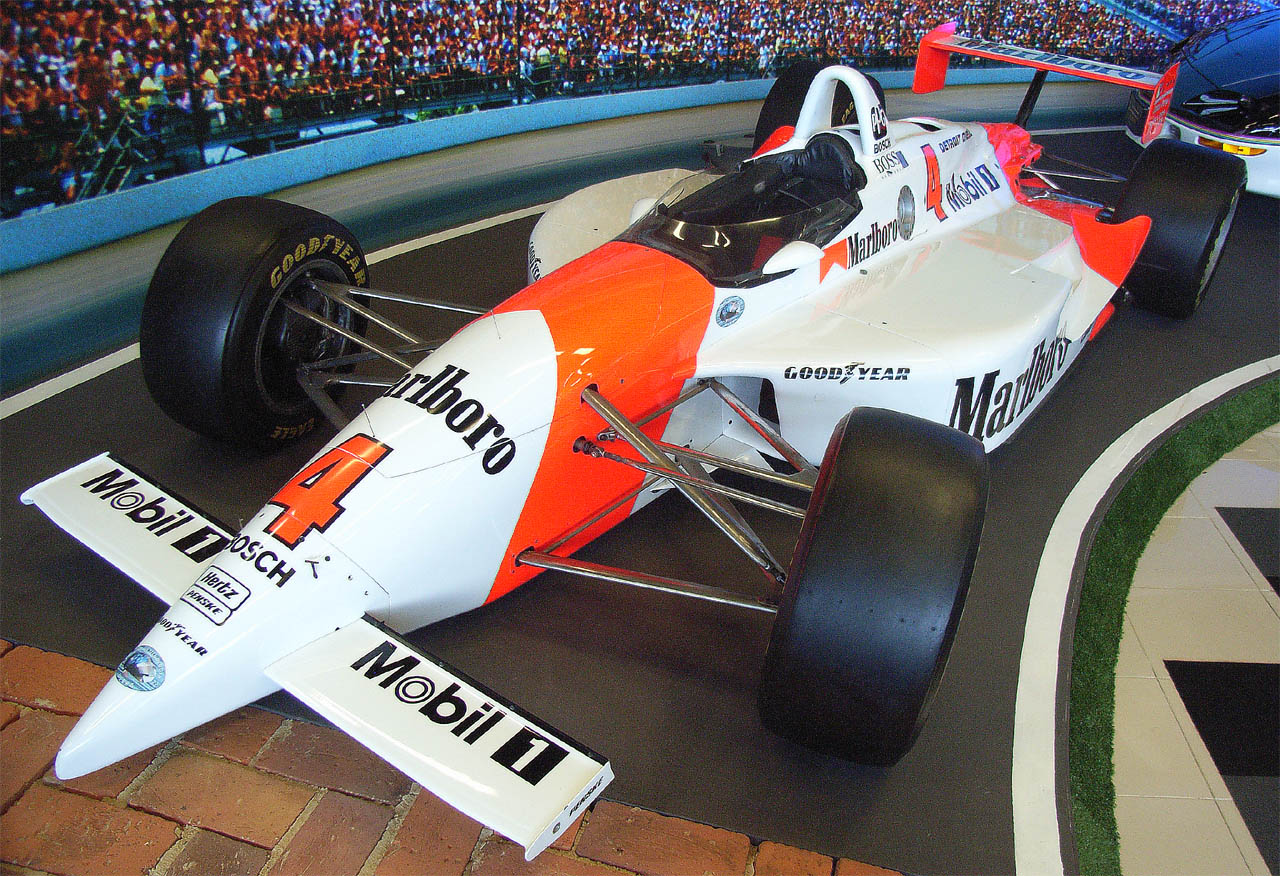
Penske PC-22 conduït per Emerson Fittipaldi en 1993.

El patrocini de Marlboro a IndyCar es remunta a 1986, quan va aparèixer la llibrea en la interlocutòria de Emerson Fittipaldi ingressat per Patrick Racing . A Temporada 1990 de la CART IndyCar World Series 1990, Team Penske Penske Racing va contractar a Fittipaldi i va començar una associació de 20 anys amb Marlboro i el seu distintiu color vermell i blanc. No obstant això, a la temporada Temporada 2007 de la IndyCar Series|2007, els logotips de Marlboro van ser reemplaçats per 'Team Penske', però l'equip va mantenir l'esquema de color ja que Philip Morris USA seguia sent el principal patrocinador de Penske. 2009 va ser l'últim any de l'associació Penske-Marlboro.

### 24 Hores de Le Mans
Des del seu inici a la Fórmula 1, Marlboro també ha patrocinat nombrosos equips i carreres, des de Joest Racing al Grup C en 1983 fins a Toyota en les 24 Hores de Le Mans en 1999 (malgrat la prohibició del tabac a França).

### Màsters de Fórmula 3
Marlboro va patrocinar la carrera de Fórmula 3 de Marlboro Masters en Zandvoort.

### Campionat Mundial de Ral·lis
Marlboro té una llarga història en el patrocini del rally, inclosos els equips de fàbrica del World Rally Championship Lancia (entre 1972 i 1974), Mitsubishi (de 1999 a 2002) i Peugeot (de 2003 a 2005). La marca de cigarrets va aparèixer en els cascos i vestits d'alguns dels millors pilots de ral·li, sent patrocinador personal de Markku Alén, Timo Salonen, Juha Kankkunen, Miki Biasion i uns altres. Entre 1987 i 1992, Marlboro va donar suport a Carlos Sainz, apareixent en les seves actuacions (Ford Sierra en 1987-88 i després a Toyota Celica des de 1989). En 1993, la marca de cigarrets va començar una associació amb el pilot belga Freddy Loix, que estava competint per Opel en el campionat belga de ral·li. Entre 1996 i 1998, Loix va córrer amb el Toyota Team Belgium al WRC, portant la llibrea de Marlboro a la seva interlocutòria. En 1999, es va traslladar a l'equip de treball de Mitsubishi Ralliart, amb la llibrea icònica que quedava en els successius Lancer Evolutions fins a la retirada temporal de WRC de la marca a fins de 2002.
Marlboro també va patrocinar les actuacions del pilot de ral·lis emirats Mohammed bin Sulayem i ha patrocinat diversos ral·lis, entre ells el Rally Safari (entre 1982 i 1990), el Rally d'Argentina, el Ral·li del Líban, el Rally de Jordània, i l'UAE Desert Challenge.

### Curses de turismes australians
Marlboro també va patrocinar l'Equip de distribuïdors de Holden des del 1974 fins al 1984. La marca Marlboro va donar origen a algunes de les actuacions laudes més reconegudes d'Austràlia, com l'L34 i l'A9X Torana, així com el famós VK Grup C "Big Banger" Commodore de Peter Brock i Larry Perkins Bathurst van guanyar fama.

### IMSA SportsCar
Marlboro va patrocinar l'equip ítalo-americà IMSA SportsCar Le Mans GT Risi Competizione des de 2004, però Risi Competizione va optar per invisibilitzar el logotip de Marlboro a causa de l'equip que respecta les regulacions de l'Acord de Liquidació del Tabac i la prohibició de la publicitat de cigarrets als esports.

### Bàdminton
Marlboro va patrocinar la Copa Thomas i Uber de 1984 a 1990, així com la Sudirman Cup de 1991 a 1995 i de 2001 a 2013.

## Productes

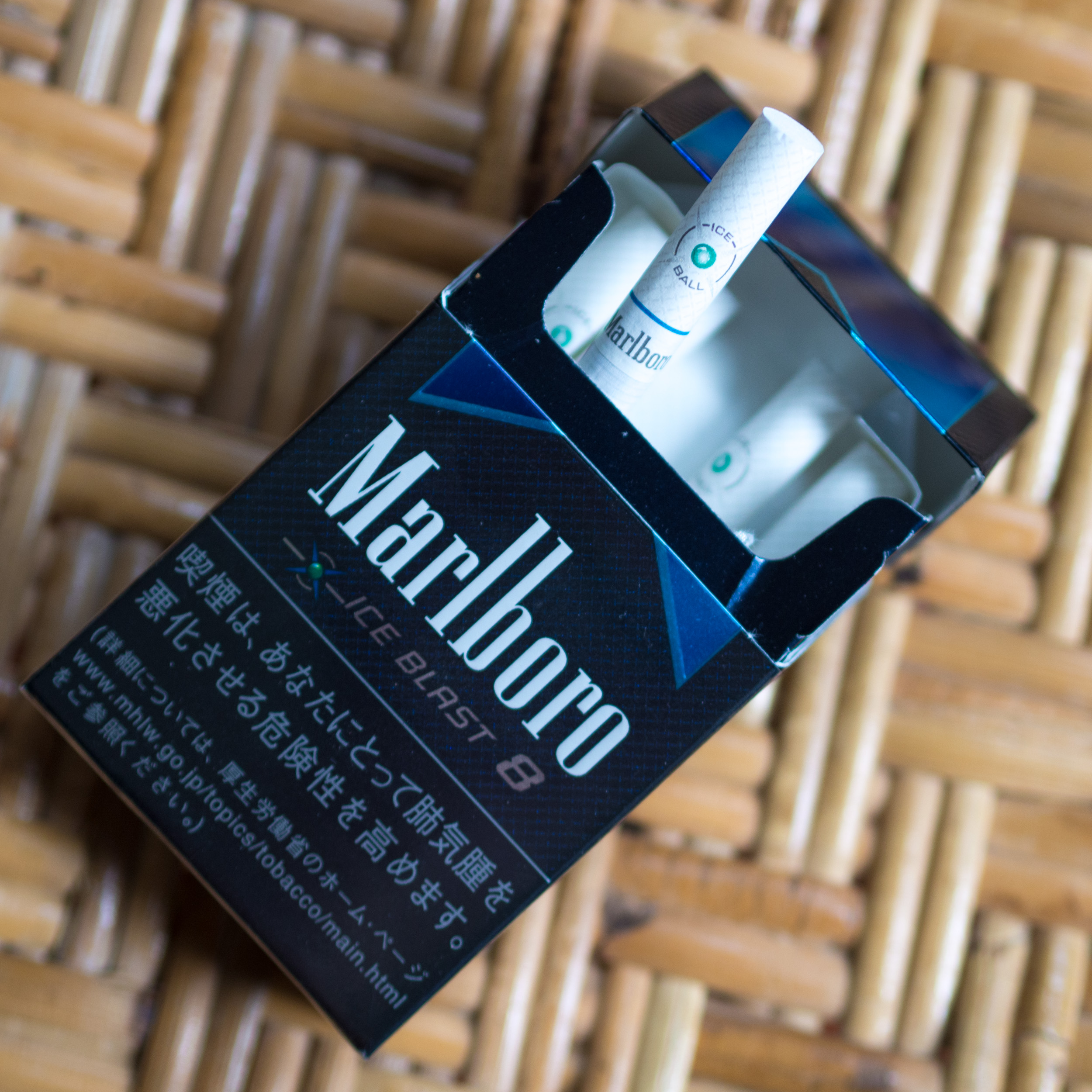
Un paquet japonès de Marlboro Ice Blast. Aquest cigarret mentolat també conté una càpsula de mentol al filtre que el fumador pot trencar.

Phillip Morris comercialitza cigarrets, snus, i Heatsticks sota la marca Marlboro.

### Varietats de cigarretes internacionals
Philip Morris International va organitzar els productes de Marlboro en tres divisions: la línia Flavor, que són cigarretes originals de color vermell/sabor complet, la línia Gold són lights anteriors i la línia Fresh inclou cigarrets amb sabor.

## Marlboro al Canadà
Philip Morris va vendre els drets canadencs al nom de "Marlboro" a Imperial Tobacco Canada en 1932. Després de l'exitós rellançament nord-americà de la marca en la dècada de 1950, que després van ser reconeguts pels canadencs a través dels patrocinis internacionals i la publicitat de la marca, Philip Morris va provar diverses maniobres legals en l'intent de recuperar els drets canadencs, en va. Imperial Tobacco continua venent una línia de cigarrets sota el nom de Marlboro al Canadà, encara que amb un empaquetatge molt diferent al del producte Philip Morris. Philip Morris reté els drets de la imatge comercial "del terrat" i altres elements de la marca de Marlboro que es van desenvolupar després de la venda de 1932, i històricament ha utilitzat aquesta imatge comercial al Canadà en combinació amb els noms "Matador" o ocasionalment "Maverick" per a una línia de cigarrets de mescla de Virgínia.
El 2006, la filial canadenca de Philip Morris International, Rothmans, Benson & Hedges va introduir un nou producte amb la imatge comercial "rooftop", i es va marcar com la "Barreja Importada Famosa", però no té cap marca real. Això va portar a un desafiament legal per part d'Imperial, argumentant que el nou empaquetatge creava confusió en el client simplement en suggerir la marca Marlboro, infringint així els drets de marca canadencs d'Imperial. El Tribunal Federal d'Apel·lacions del Canadà va fallar a favor d'Imperial el juny del 2012. La sentència va assenyalar que les regulacions canadenques que (en la majoria dels casos) prohibeixen l'exhibició pública de productes de tabac a botigues minoristes (és a dir, els clients han de sol·licitar una marca pel seu nom) van agreujar la situació, ja que ara hi ha dos productes a què els clients podrien referir-se. en demanar "Marlboro". Encara que s'espera que PMI apel·li, poc després de la decisió, va començar a utilitzar la marca "Rooftop" a l'empaquetament de les cigarretes sense marca prèviament.
La identitat de Marlboro ha anat canviant des de la seva creació adaptant-seals temps i la gent. Van ser els primers cigars amb filtre pel que es deia que eren per a dones, per això van haver de fer una campanya publicitària agressiva amb el Marlboro Men perquè donessin la idea que els homes els feien servir també. Imatge de la marca: Qui utilitza cigars Marlboro, no només utilitza la marca sinó també la imatge que es troba fusionada amb el producte; malgrat que ara els paquets per regla deuen portar la llegenda de “Fumar és causa de càncer”, la gent segueix preferint els cigars Marlboro, pels seus anys al mercat i qualitat. MARLBORO IDENTITAT El nom de Marlboro i el seu element el Marlboro Men, és fàcil de reconèixer i de relacionar-se amb el producte; maneja un logotip simple, net, que evoca masculinitat. Els anys que tenen Marlboro presentant el Marlboro Men com a imatge del producte han portat la gent a la fàcil relació de tan sols veure un texà amb el producte Marlboro. Les funcions de singularitat i notorietat han estat degudament explotades per la marca.